# バイオニクス学部
バイオニクス学部（ばいおにくすがくぶ）は、バイオニクス（生体工学）を教育研究するために大学におかれる学部の1つである。

## 概要
バイオニクス学部は、生物学や工学と関連があり、これらに関わる学際分野に属する学部である。自然や生物の仕組みなどを研究し、それを人間の生活に利用し役立てる応用研究を行う学部である。2003年に東京工科大学により初めて設置された。日本では同大学のみに存在する学部であるが、同学部は2008年より応用生物学部へ名称変更された。このため、日本でバイオニクス学部の名称で学生募集を行っている大学は、2010年現在存在しない。

## バイオニクス学部をおく日本の大学
バイオニクス学部
- 東京工科大学 - 工学部機械制御工学科、電子工学科、情報工学科、情報通信工学科からの発展的改組により誕生した。2008年に応用生物学部へ名称変更。